# Mistrovství světa v cyklokrosu 1971
22. Mistrovství světa v cyklokrosu se konalo 28. února 1971 v Apeldoornu v Nizozemsku. Mistrovství bylo rozděleno na dvě kategorie – muž (profesionálové, elite) a amatéři.

## Muži
V cíli bylo klasifikováno přes 18 závodníků. Trať měřila 24 km.
| Poř.             | Jméno                     | Čas          |
| Zlatá medaile    | Eric De Vlaeminck         | 1.00:10      |
| Stříbrná medaile | Albert Van Damme          | + 10 s       |
| Bronzová medaile | René De Clercq            | + 2 min 40 s |
| 4                | Peter Frischknecht        | + 2 min 54 s |
| 5                | Herman Gretener           | + 3 min 42 s |
| 6                | Julien Van Den Haesevelde | + 3 min 45 s |

## Amatéři
V cíli bylo klasifikováno 45 závodníků. Trať měřila 21 km.
| Poř.             | Jméno               | Čas          |
| Zlatá medaile    | Robert Vermeire     | 54 min 35 s  |
| Stříbrná medaile | Dieter Uebing       | + 06 s       |
| Bronzová medaile | Jacques Spetgers    | + 31 s       |
| 4                | Ekkehard Teichreber | + 37 s       |
| 5                | Gertie Wildeboer    | + 53 s       |
| 6                | Christopher Dodd    | + 1 min 03 s |
| …                |                     |              |
| 8                | Jiří Murdych        | + 1 min 21 s |
| 17               | Vojtěch Červínek    | + 2 min 20 s |
| 25               | Pavel Krejčí        |              |
| 30               | Hynek Kubíček       |              |